# Campylaspis verrucosa
Campylaspis verrucosa är en kräftdjursart som beskrevs av Sars 1866. Campylaspis verrucosa ingår i släktet Campylaspis och familjen Nannastacidae. Arten är reproducerande i Sverige. Inga underarter finns listade i Catalogue of Life.

## Bildgalleri

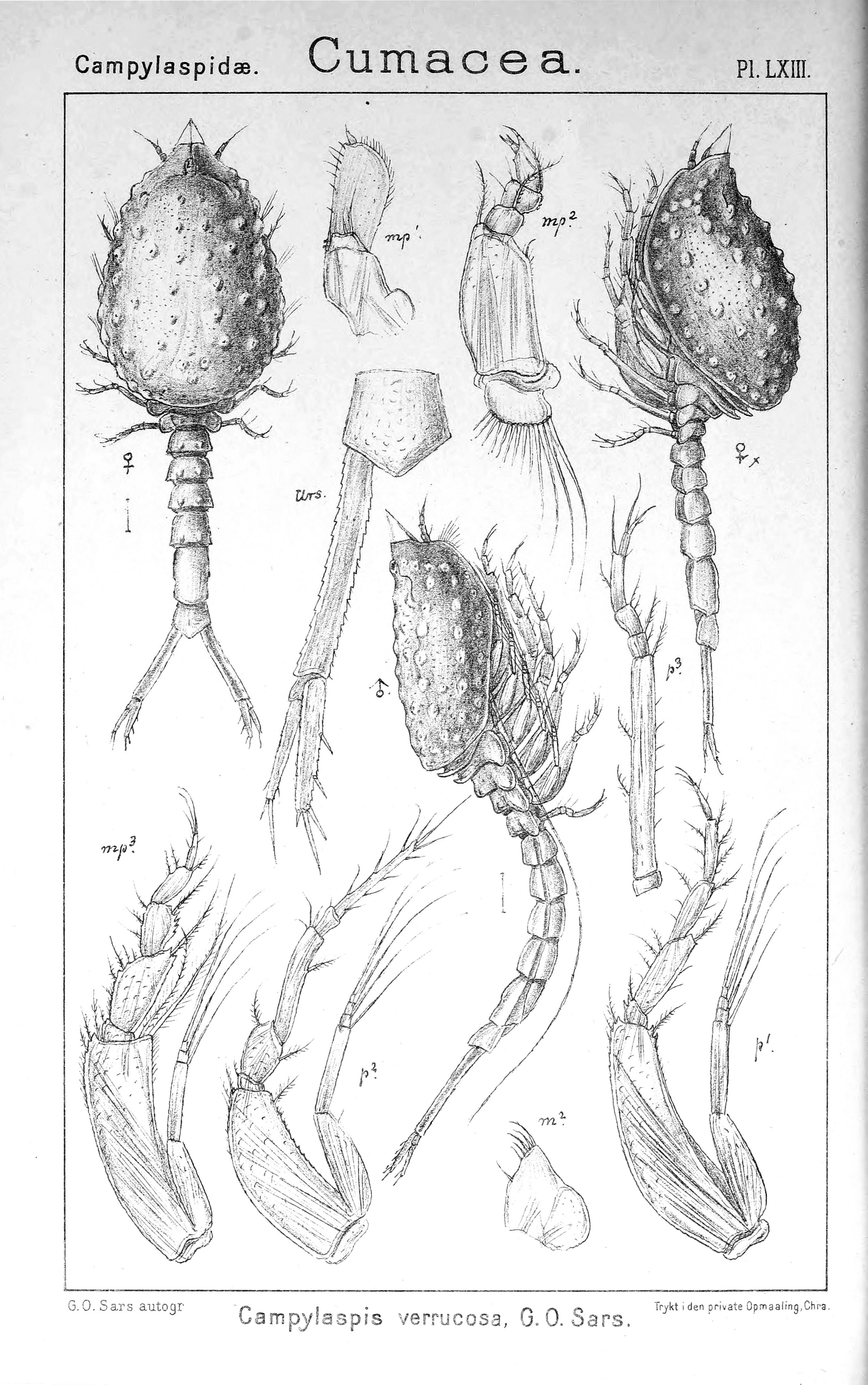